# Biserica de lemn din Sura

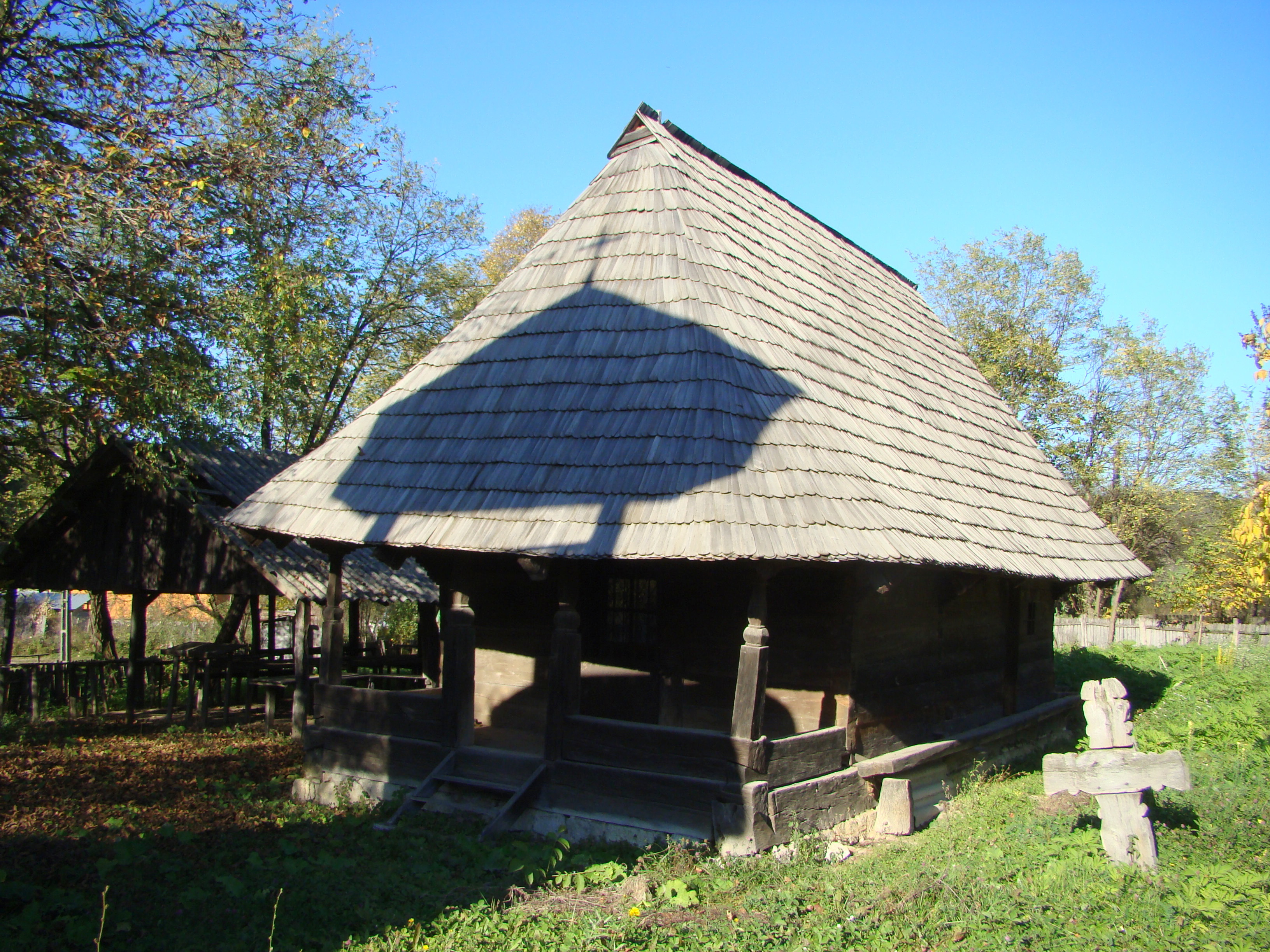
Biserica de lemn „Sfântul Ierarh Nicolae” din Sura, comuna Slivilești, județul Gorj, foto: octombrie 2018.

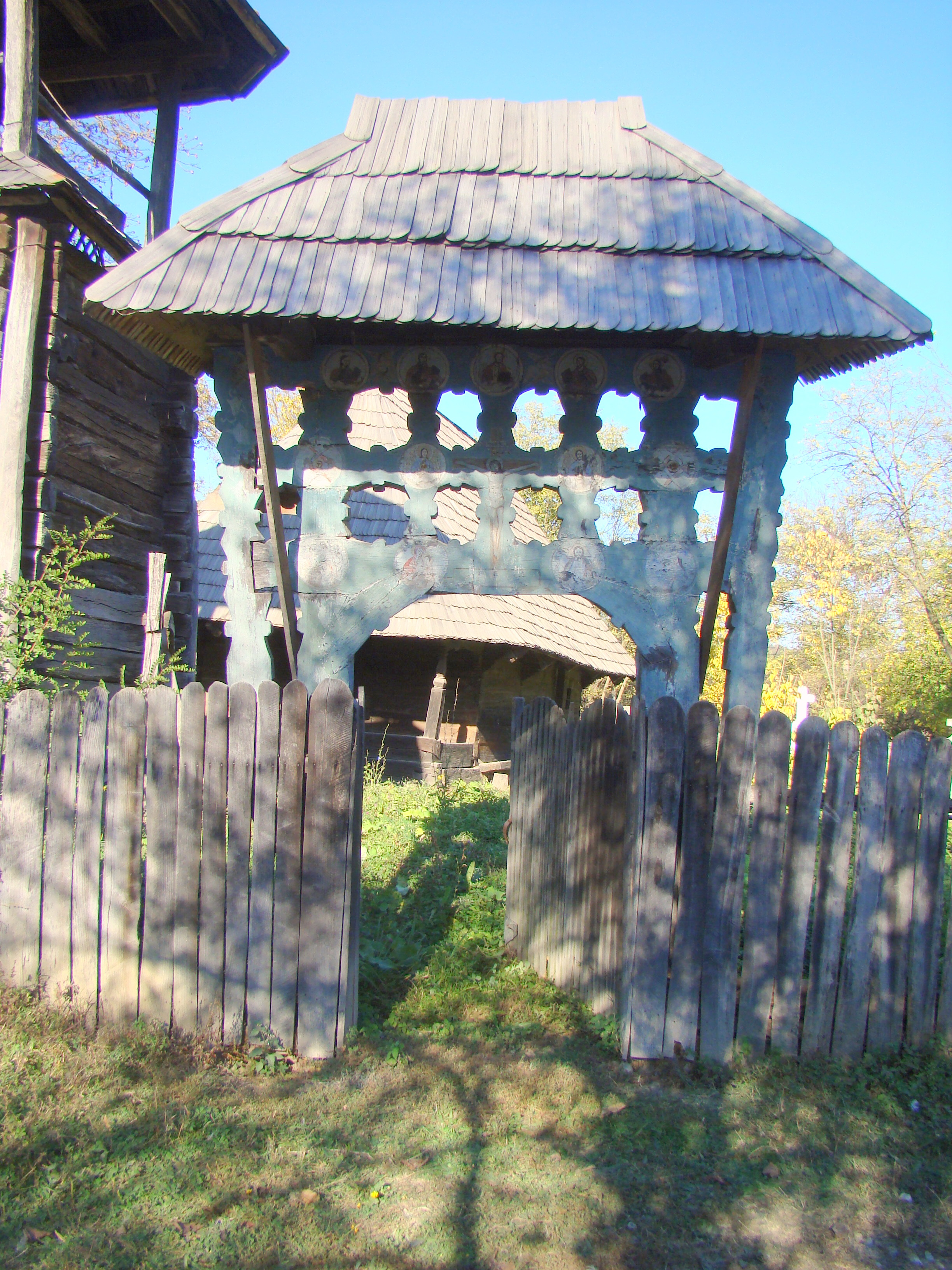
Poarta de acces în curtea bisericii

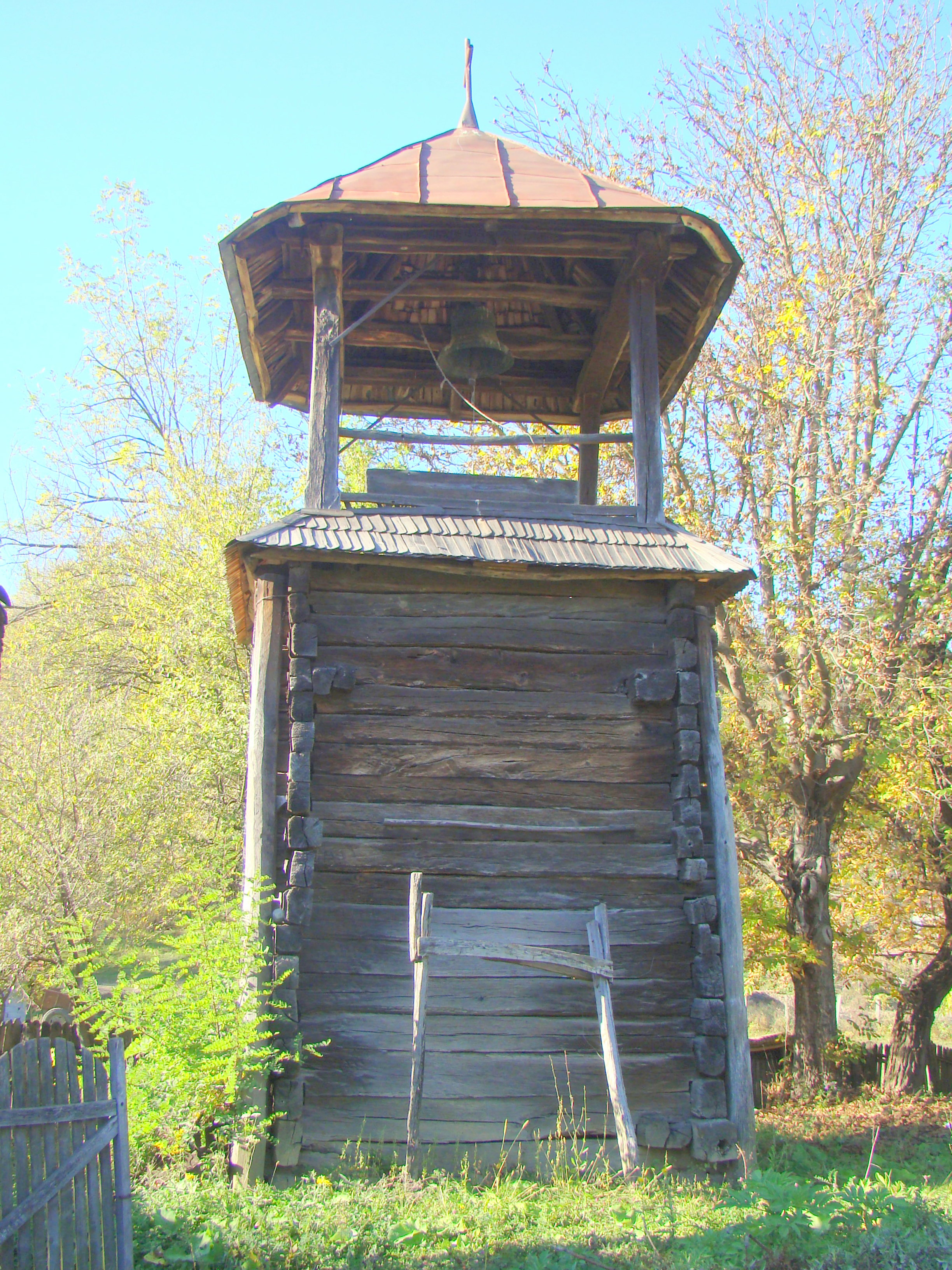
Clopotnița cu foișor

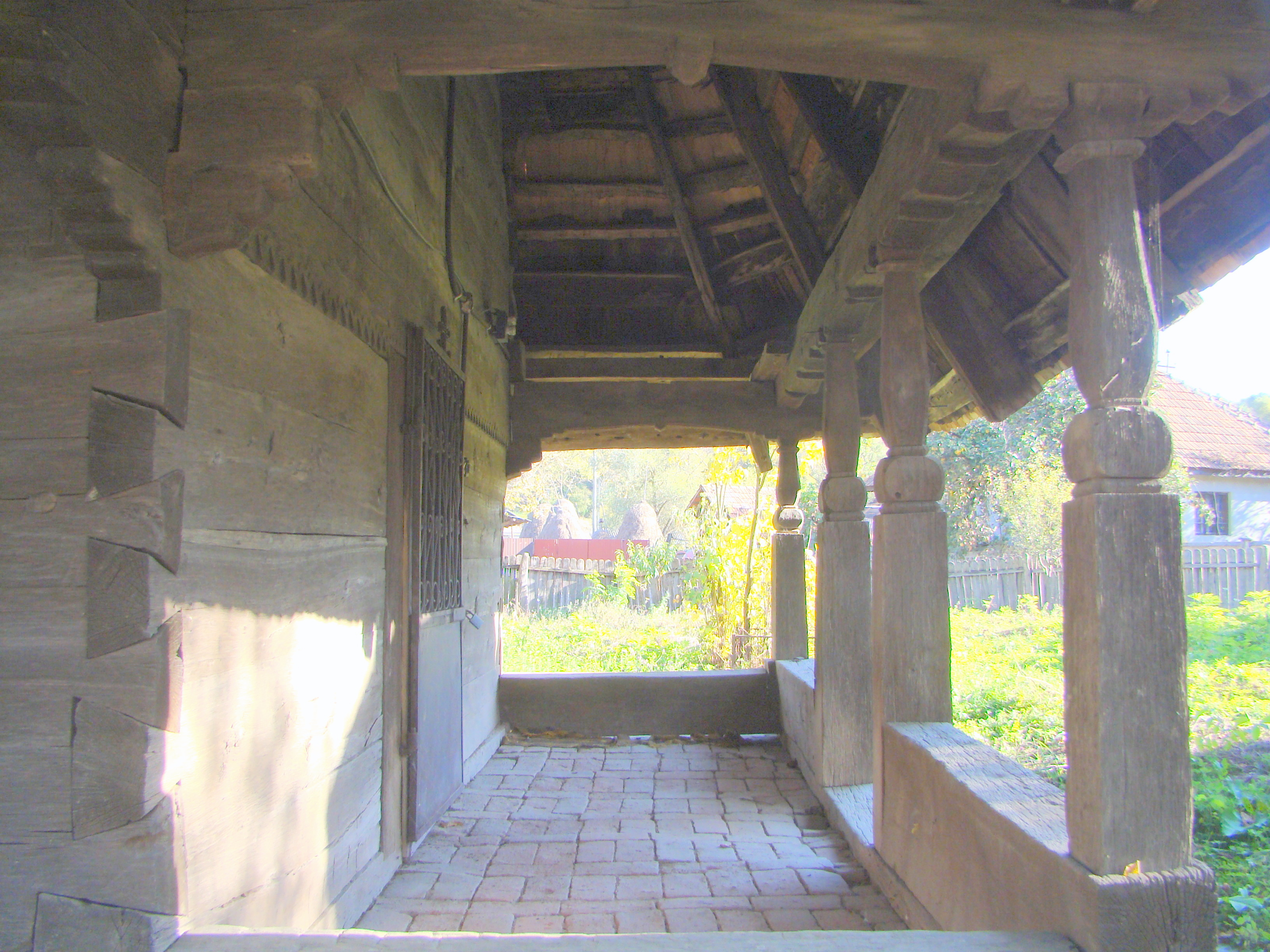
Prispa

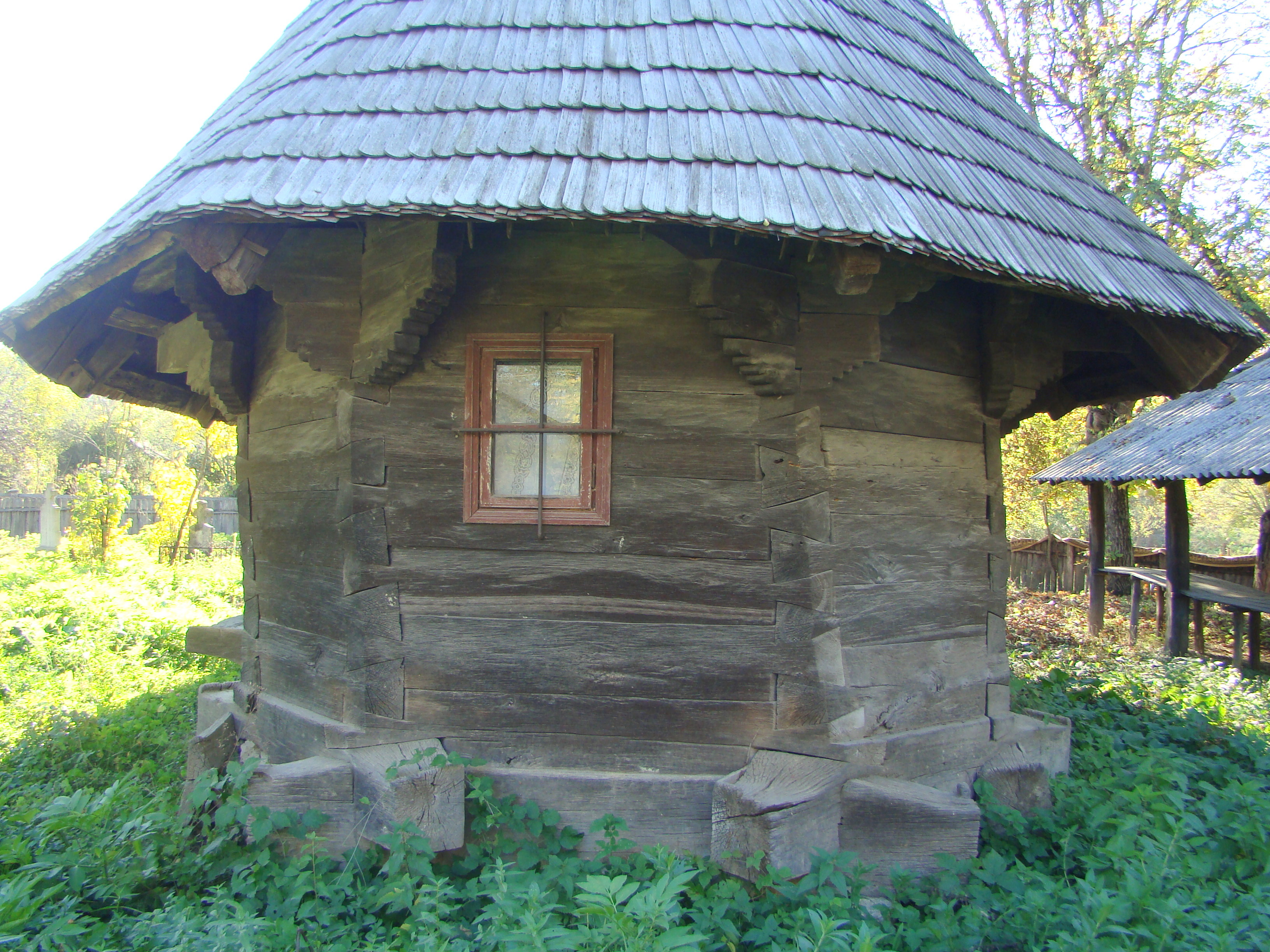
Absida altarului

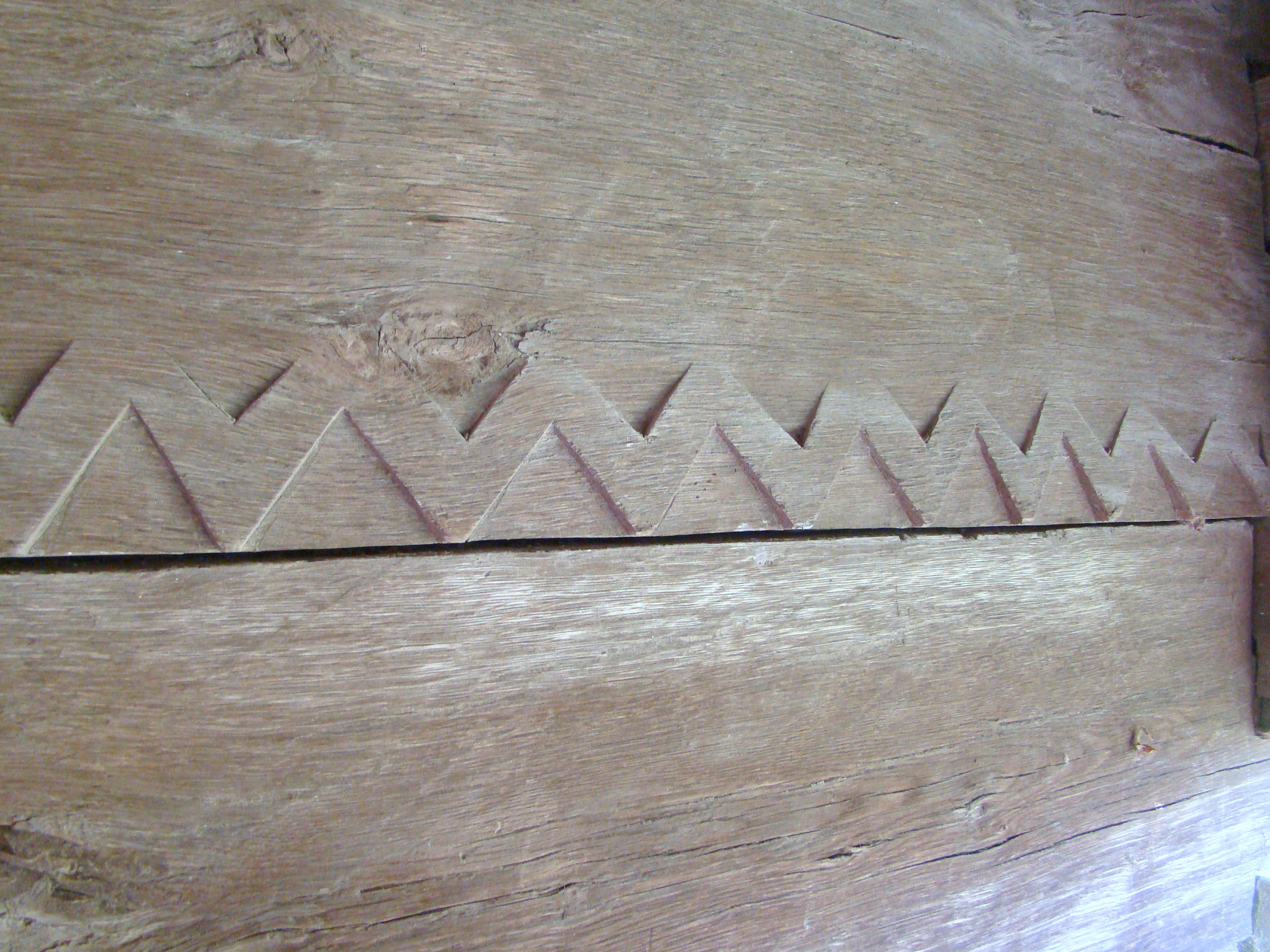
Brâul în dinte de lup

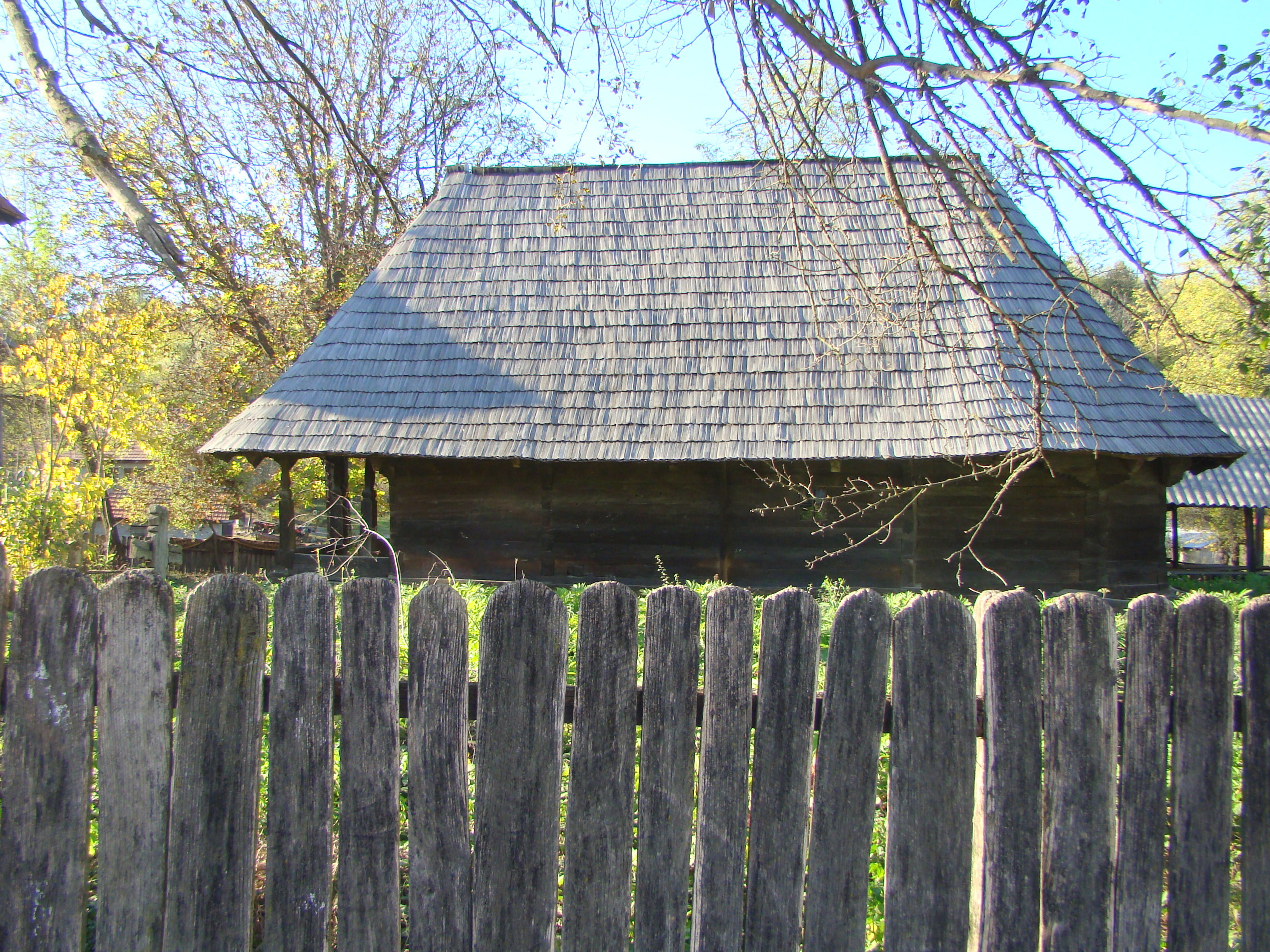
Biserica văzută din drum

Biserica de lemn din Sura, comuna Slivilești, județul Gorj, datează din anul 1805. Are hramul „Sfântul Ierarh Nicolae”. Biserica se află pe noua listă a monumentelor istorice sub codul LMI:  GJ-II-a-B-09394.

## Istoric și trăsături
Biserica e situată într-o poieniță, în vecinătatea văii Matca, pârâiașul ce se varsă în Jieț. 
Poarta de intrare în incinta bisericii întregește un ansamblu de excepție al artei populare, fiind decorată cu numeroase cruci de lemn traforate și pictate.
Conform informațiilor bibliografice, biserica a fost construită în primul deceniu al secolului al XIX-lea, catagrafia de la 1840 indicând anul 1805, printre megieșii ctitori numărându-se Constantin Bătrâncă și popa Dumitrașcu Schintee. Conform tradiției însă, și trăsăturilor care pot fi observate, întrucât biserica și-a păstrat în mare parte înfățișarea originară, vechimea acesteia ar fi mai mare, datând din prima jumătate a secolului al XVIII-lea.
Acoperișul bisericii este învelit în șiță, unitar, fără clopotniță, amplasată separat, cu o formă inspirată din culele oltenești, la nivelul de sus având un foișor. Pereții înscriu un plan dreptunghiular, cu altarul decroșat, poligonal, cu cinci laturi. Pitorescul este dat și de îmbinările bârnelor în coadă de rândunică, consolele cu cioplituri în trepte și vechiul „scaun de judecată” de pe latura sudică.
Acoperirea interioară e formată dintr-o boltă în leagăn, comună întregului spațiu, tangentă pereților dinpre est ai altarului prin fâșii curbe. 
O trăsătură arhaică este peretele plin dintre încăperea destinată femeilor și cea a bărbaților, doar intrarea fiind lărgită, târziu.
În pronaos se păstrează o tâmplișoară, în stil brâncovenesc, cu reprezentarea apostolilor și a praznicelor, încadrate în arcade trilobate.
Din tâmpla principală s-au păstrat, din ansamblul originar, doar poalele de icoane și ușile împărătești, reprezentând „Buna Vestire”. Celelalte piese ar putea fi cele vechi, însă repictate. Autorul celor două ansambluri picturale poate fi considerat zugravul Constandin din Bălești.

## Galerie de imagini

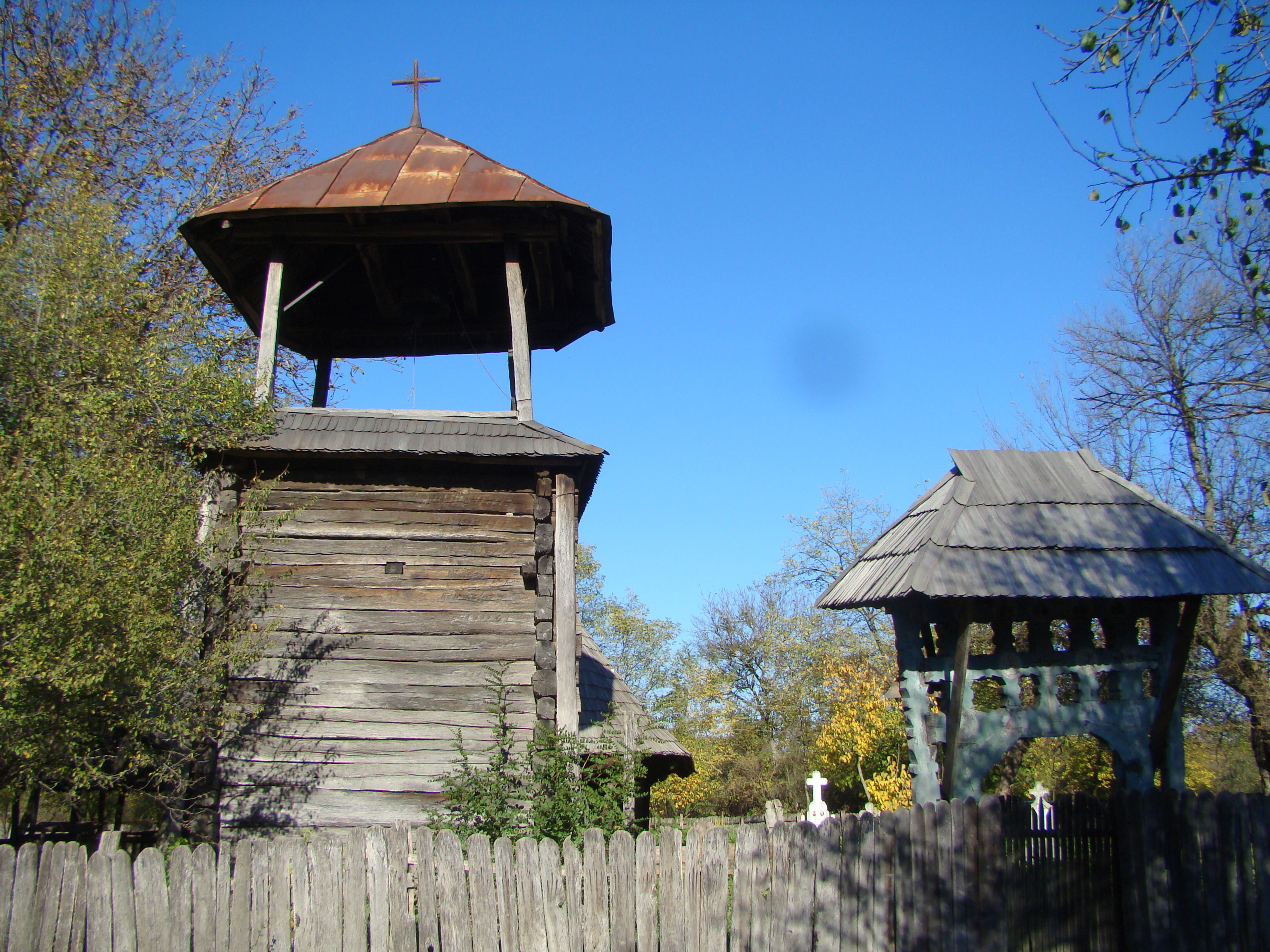
Clopotnița și poarta
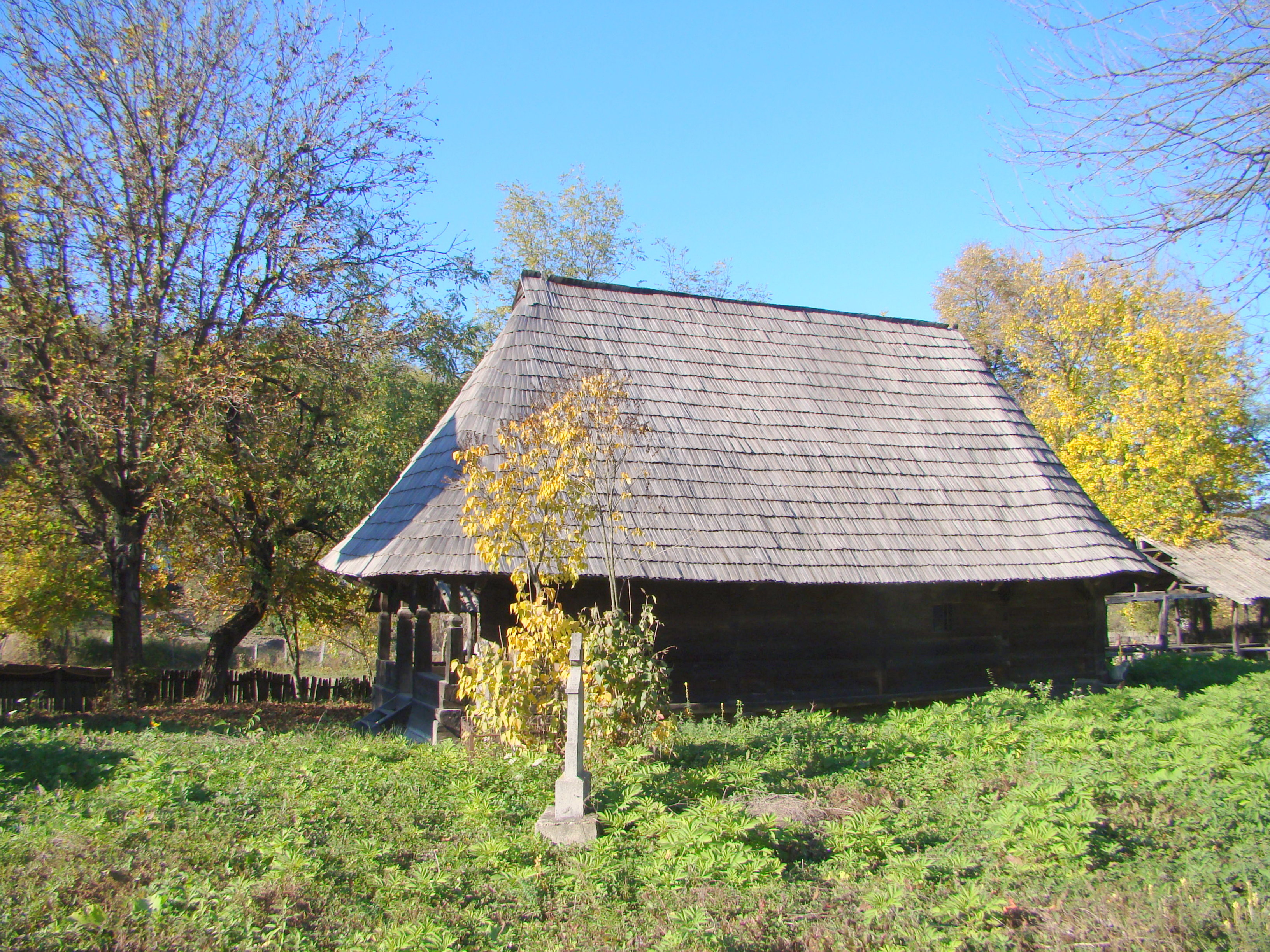
Biserica (sud-vest)
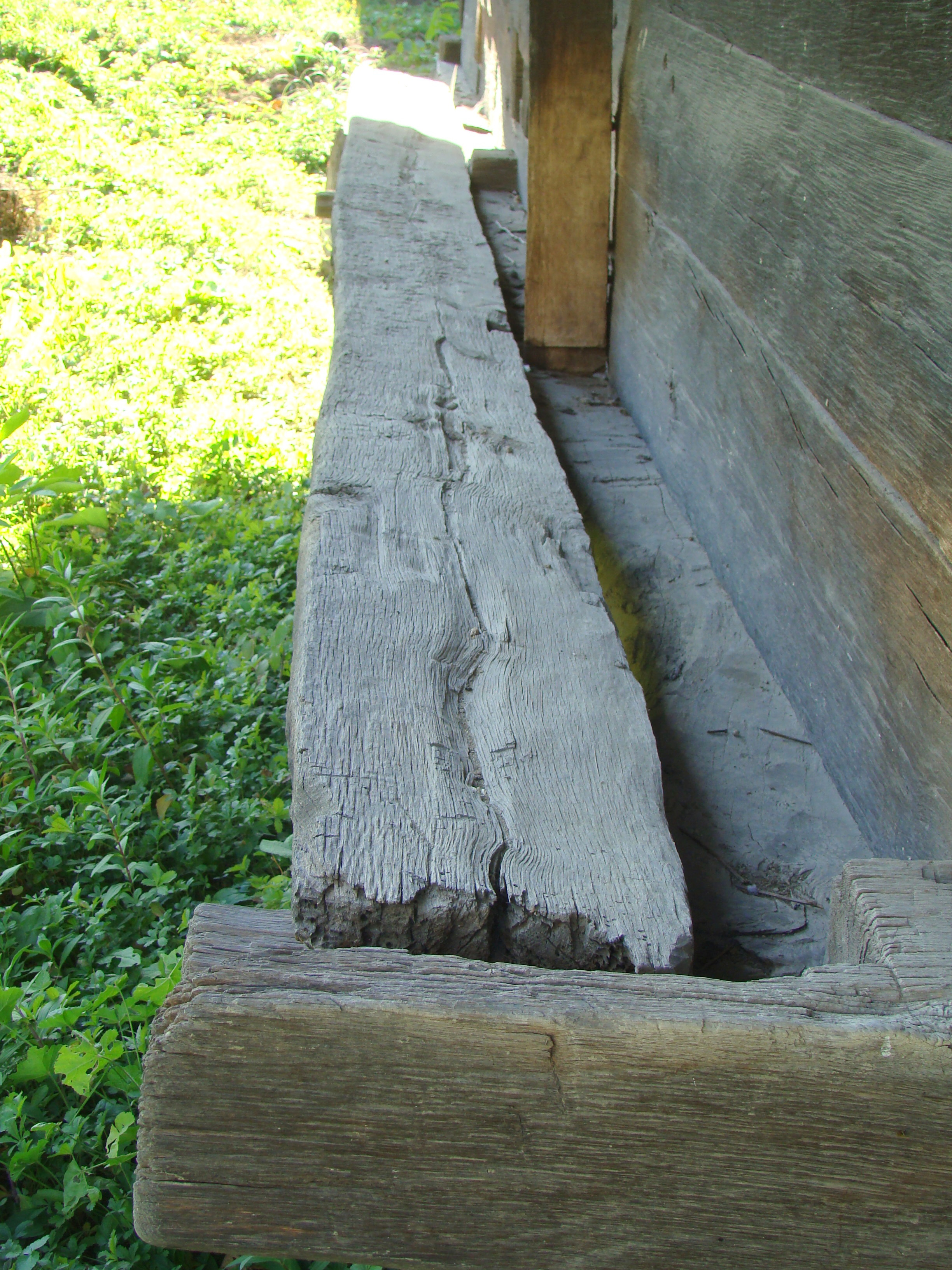
Scaunul de judecată
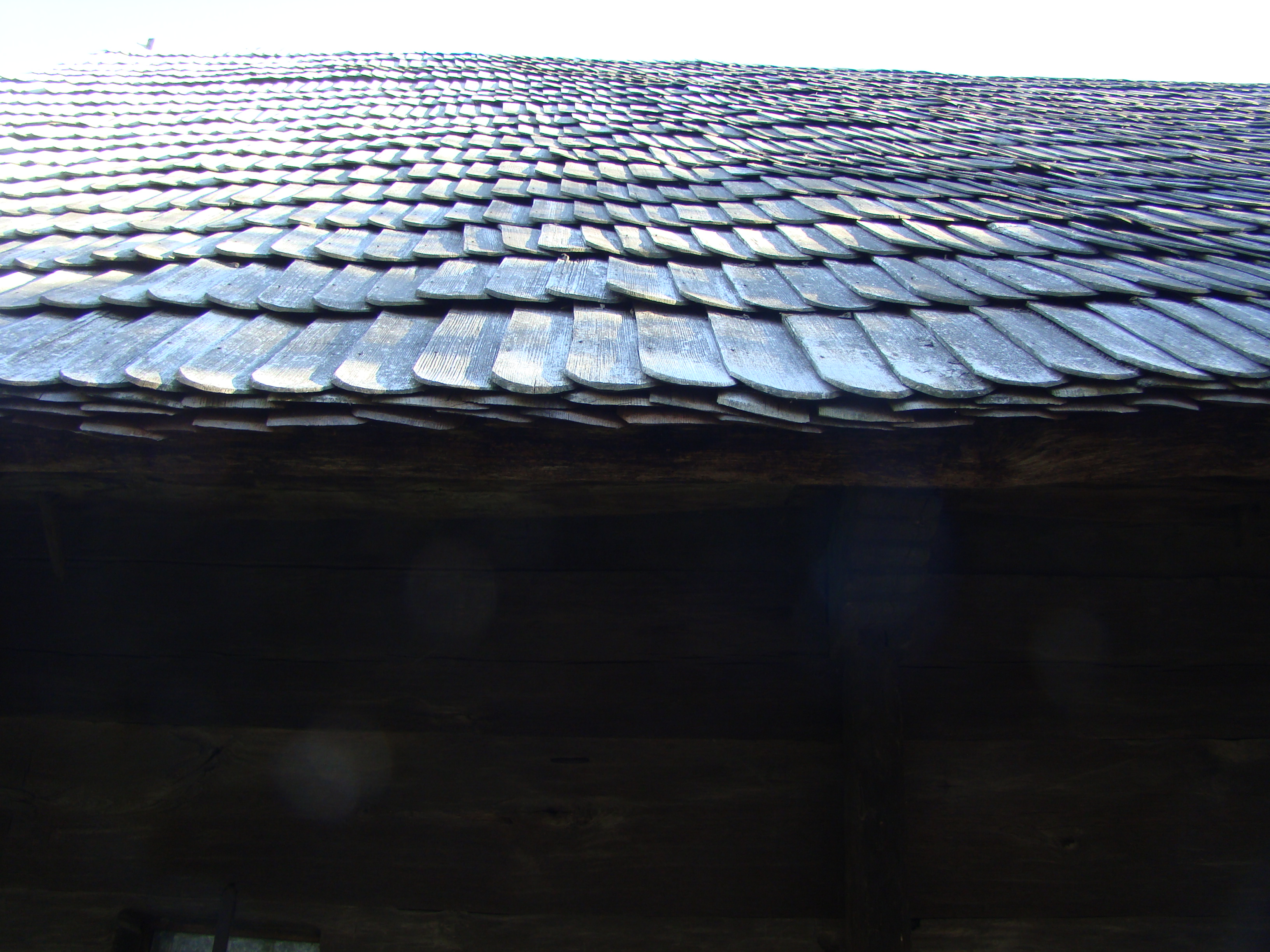
Învelitoarea de șiță
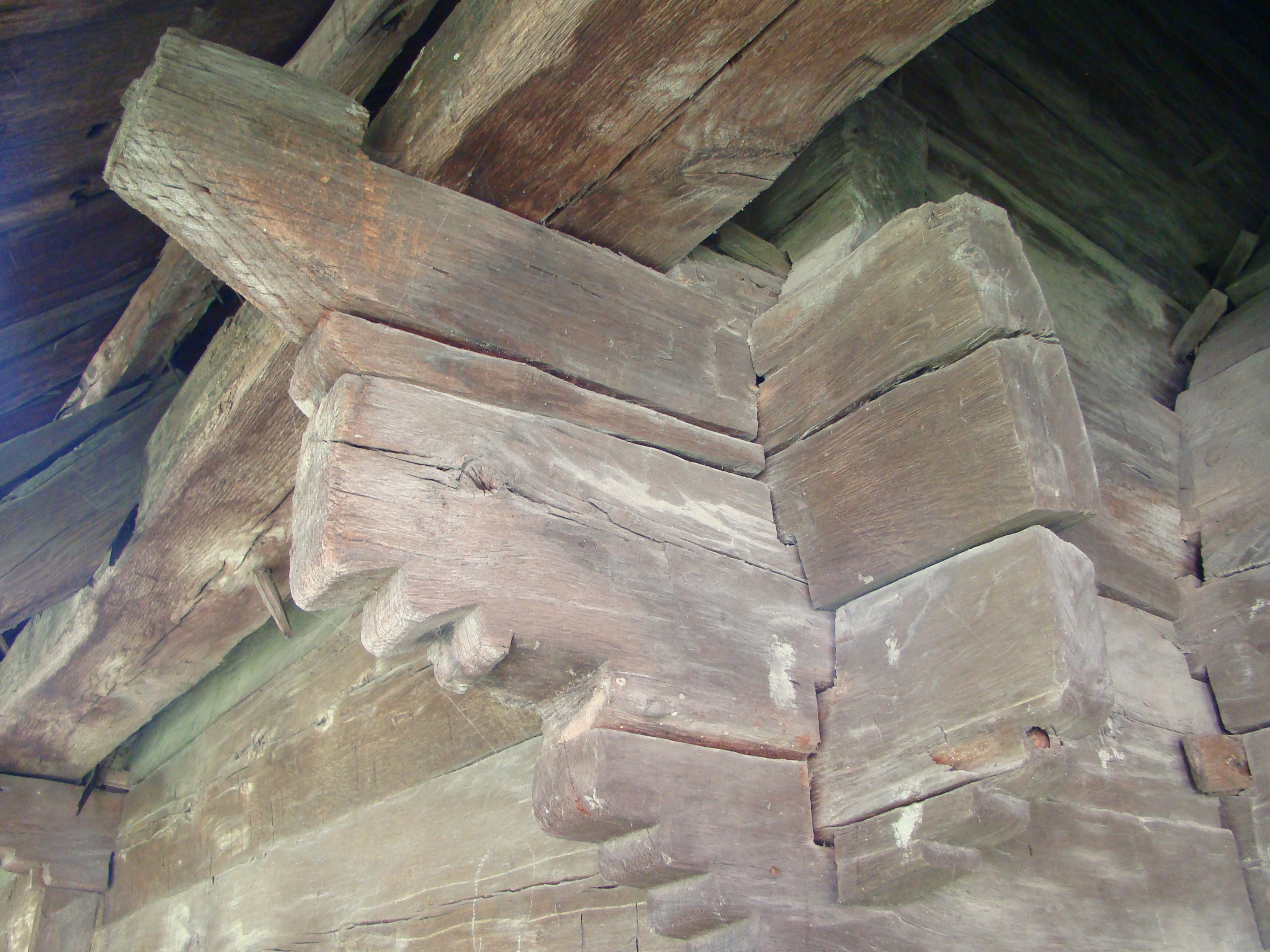
Console
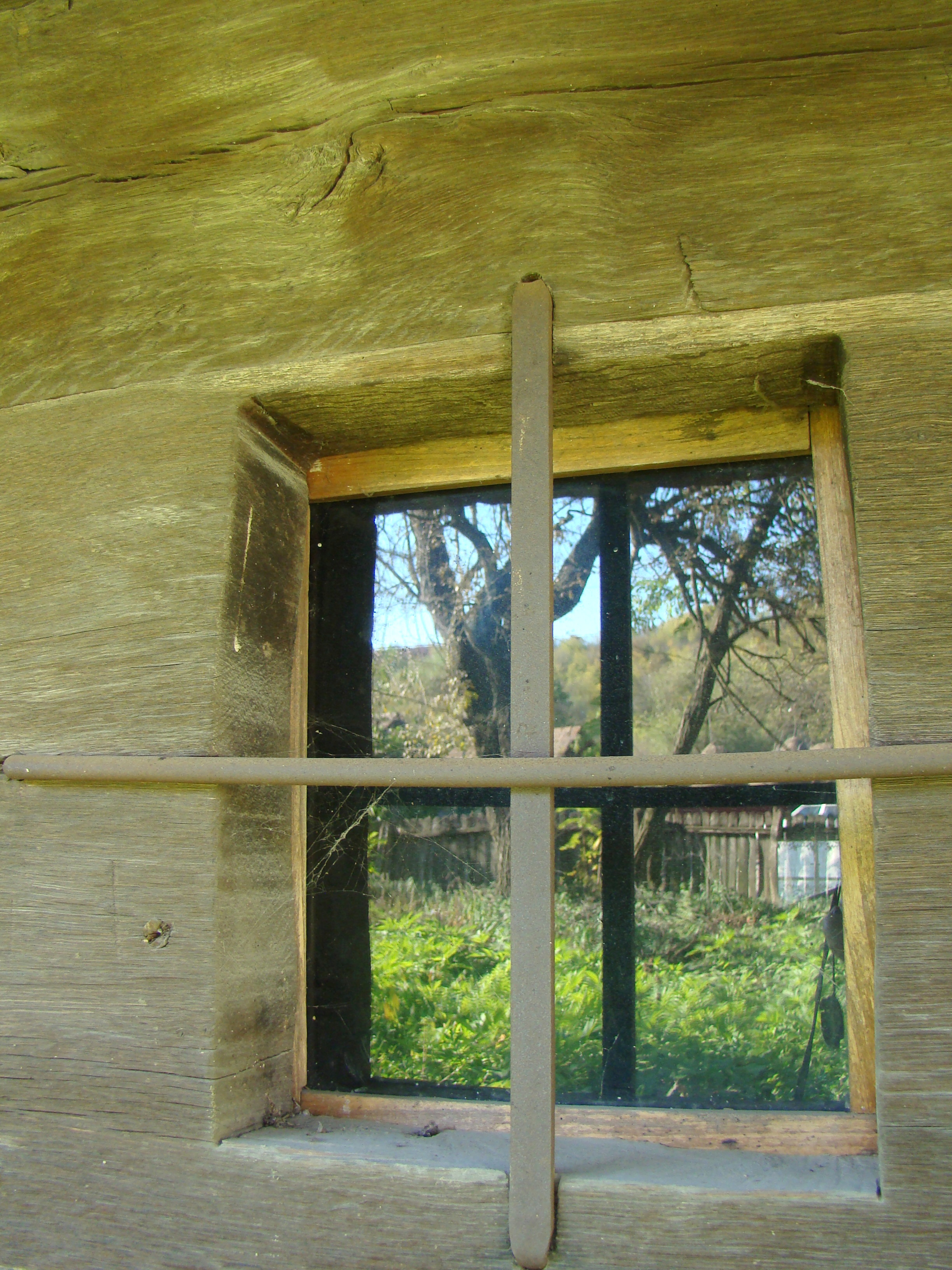
Fereastră
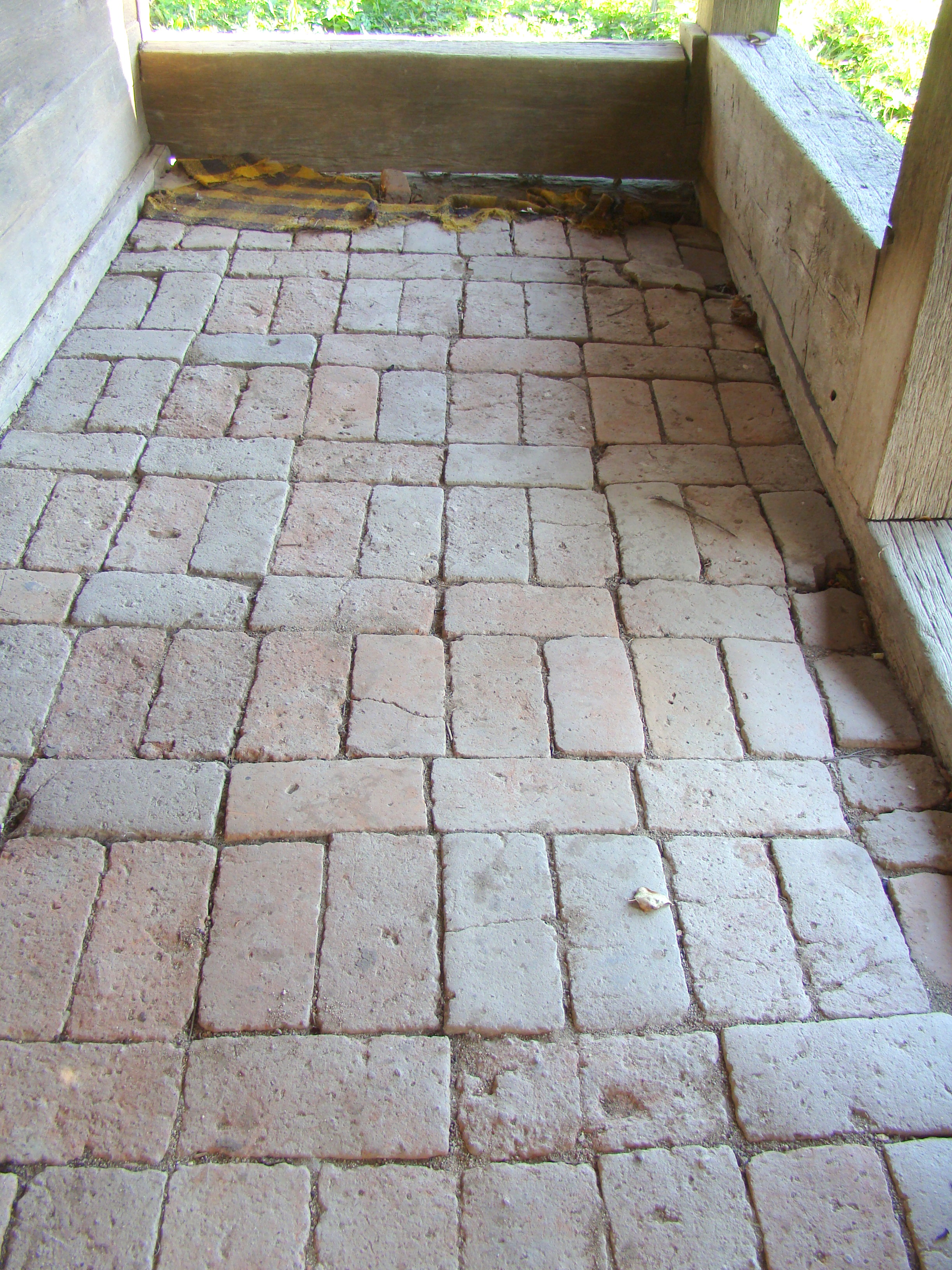
Poditura prispei
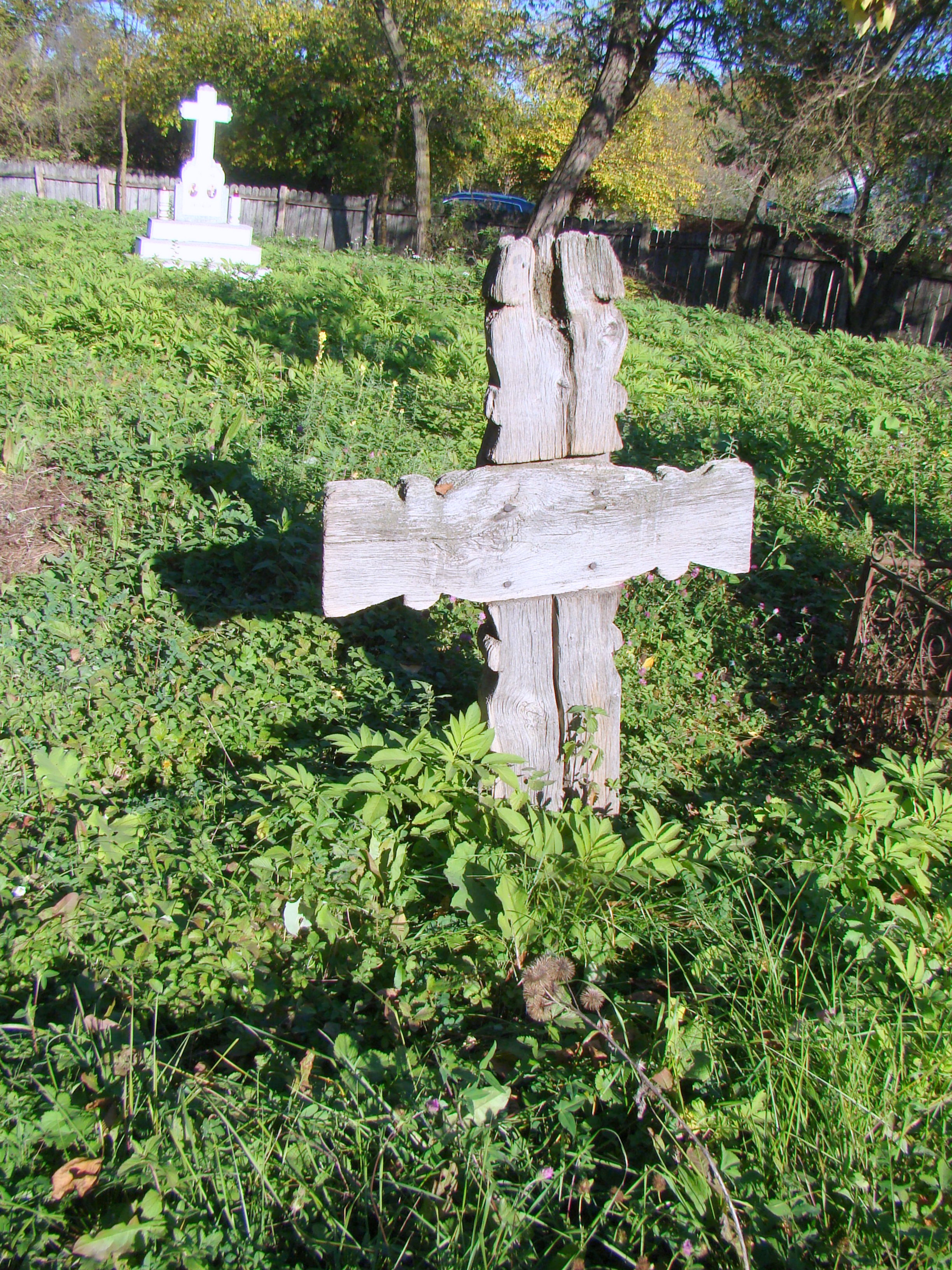
Cruce de lemn
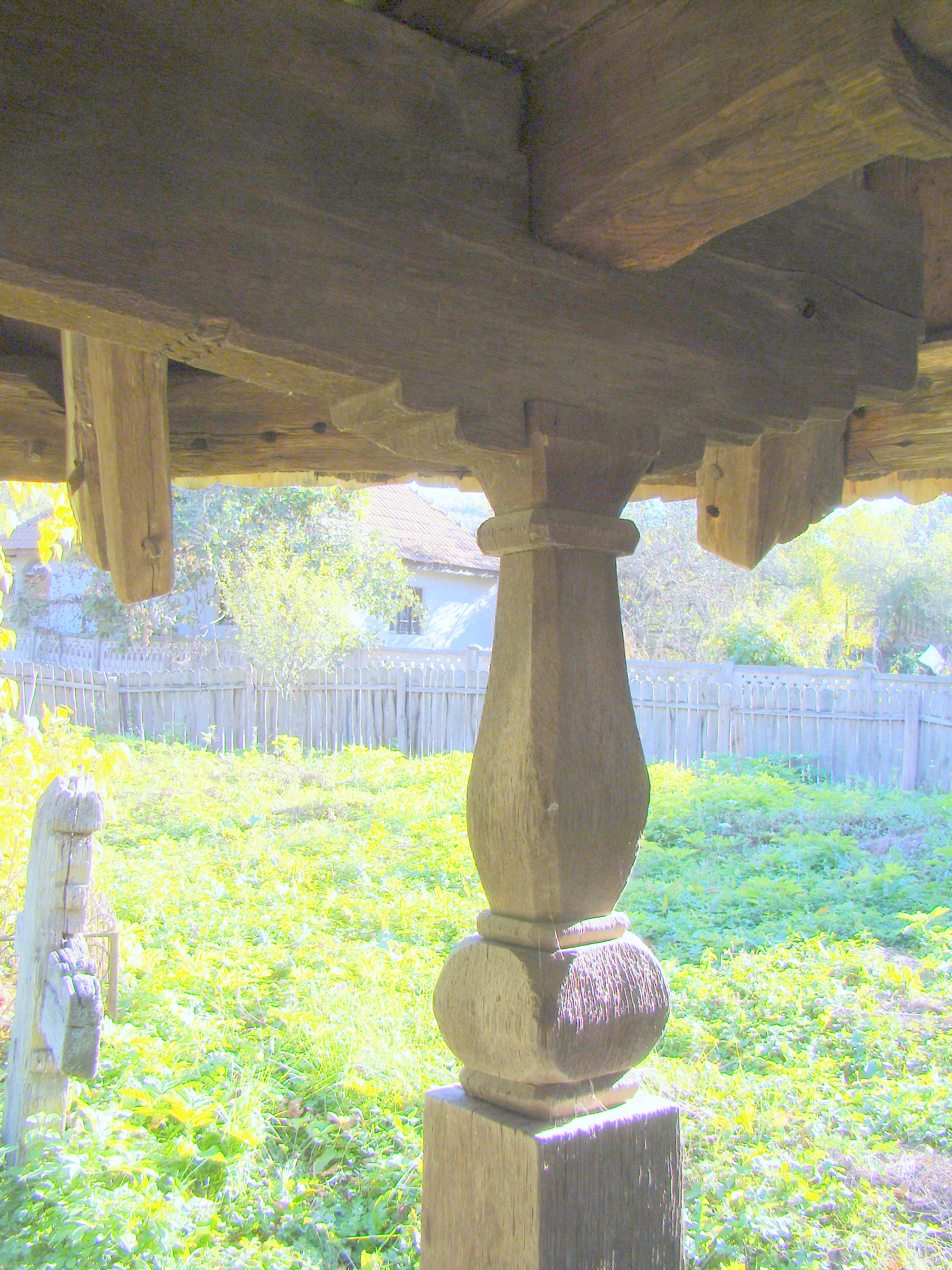
Stâlp la pridvor
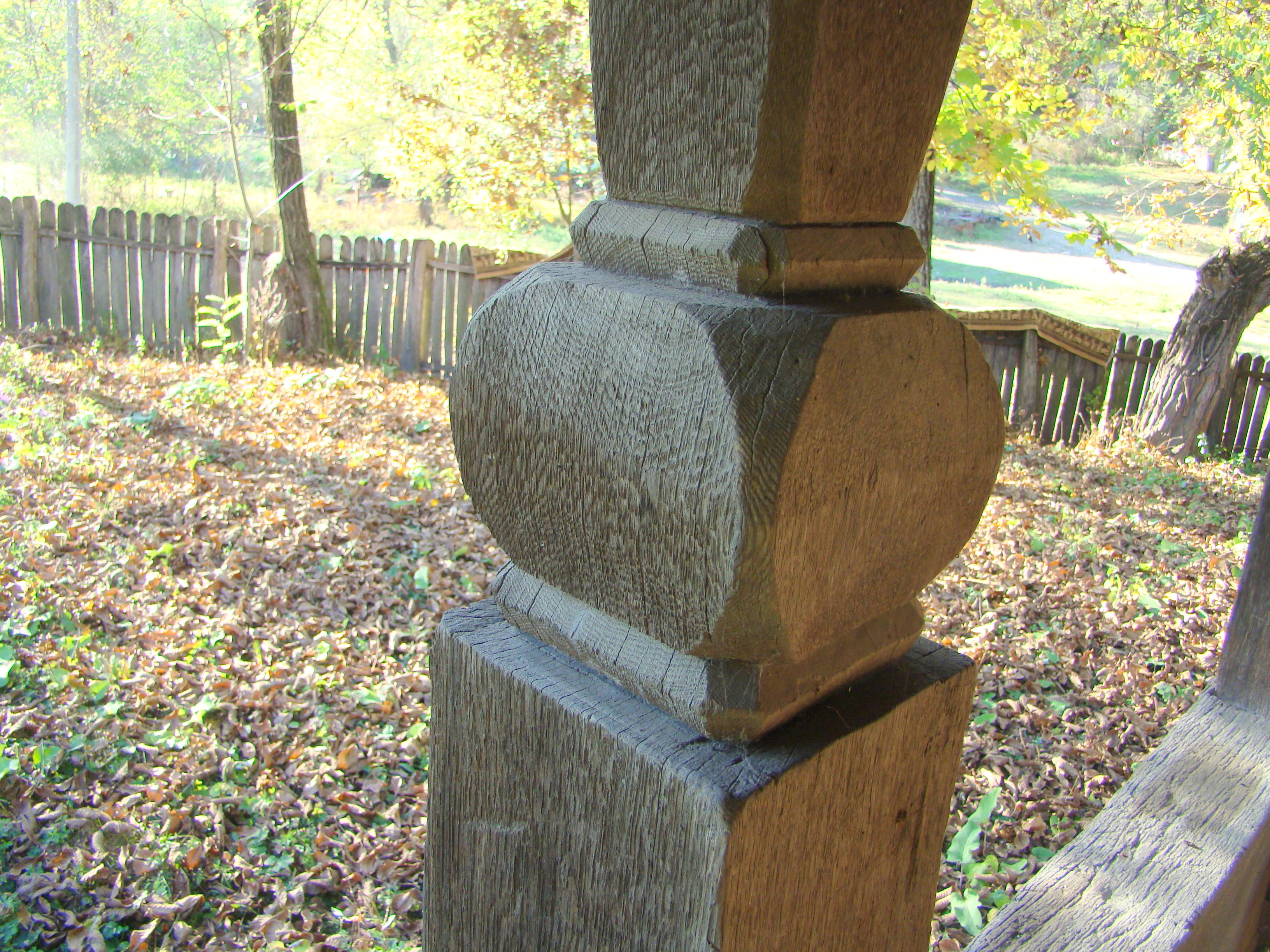
Stâlp la pridvor (detaliu)
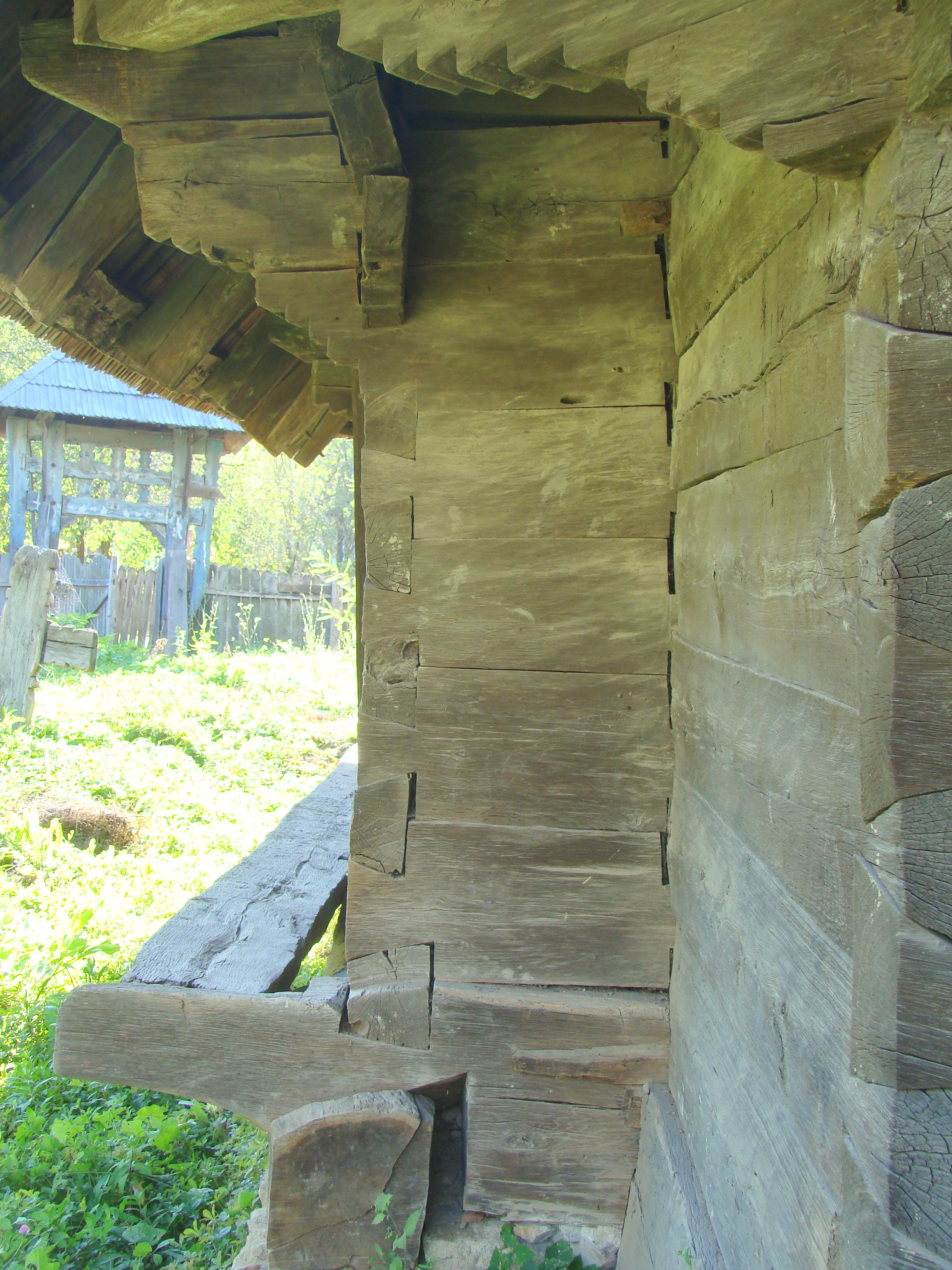
Decroşul altarului și îmbinări
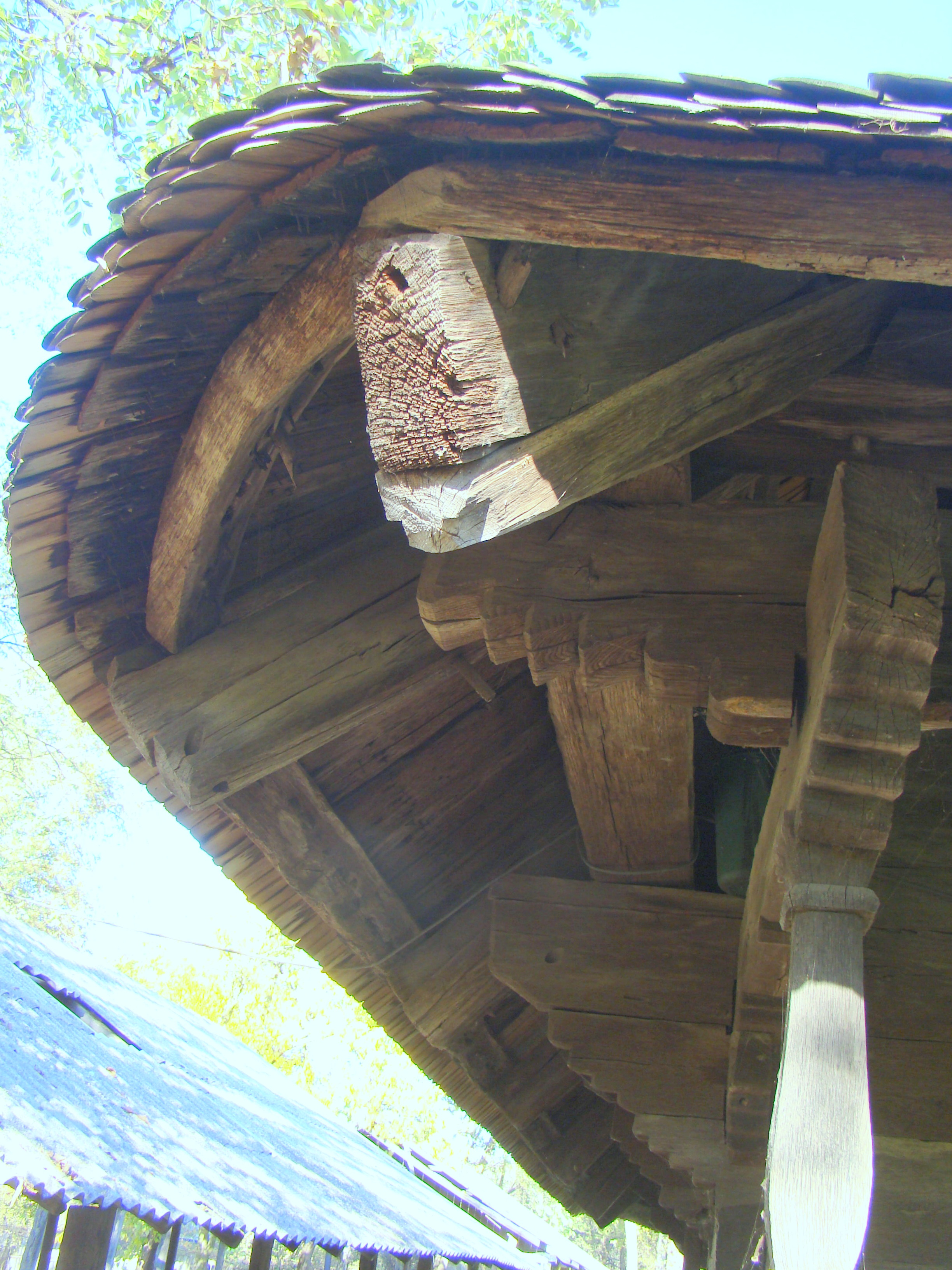
Stâlp şi console sub streaşină
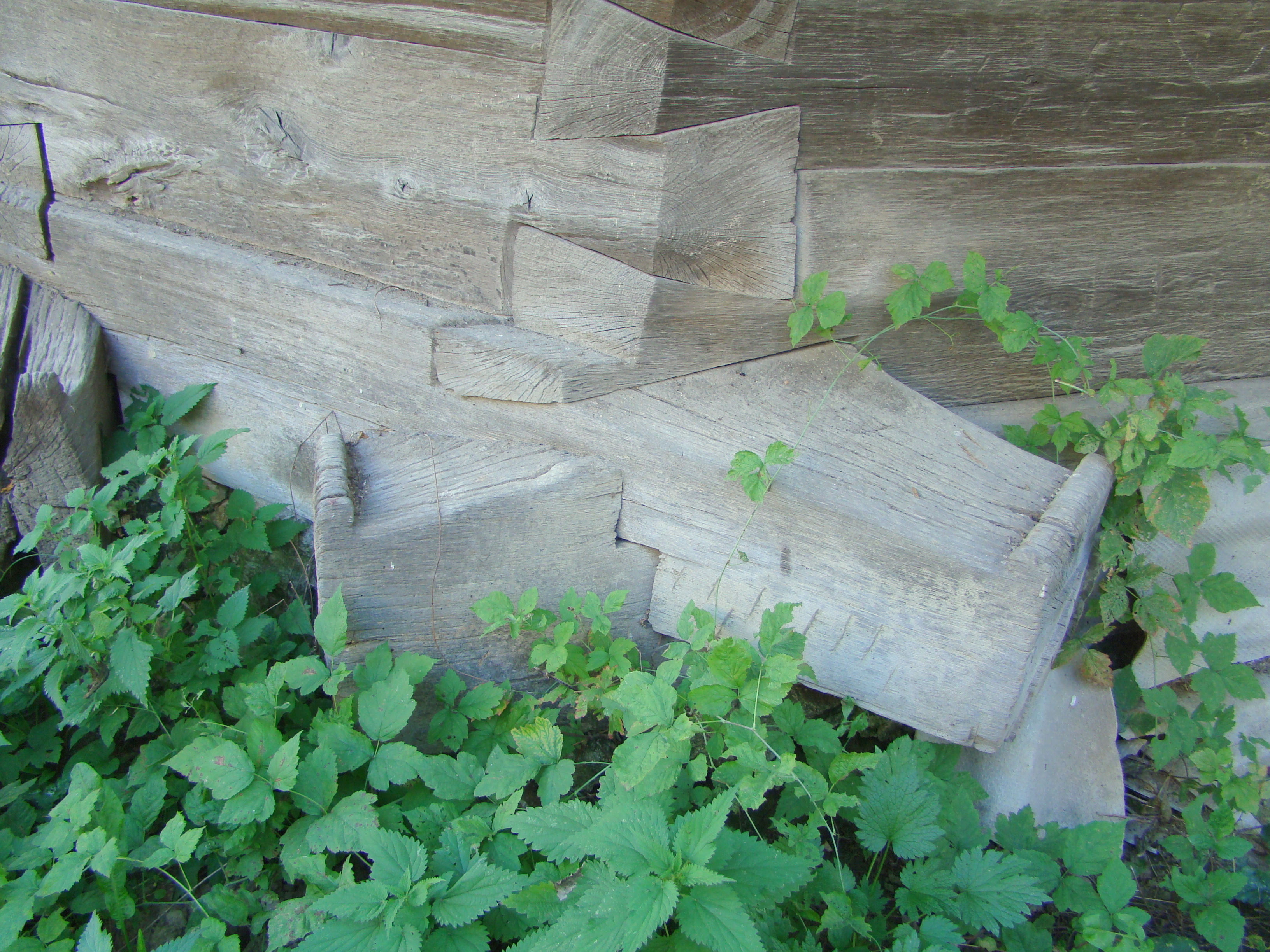
Îmbinări
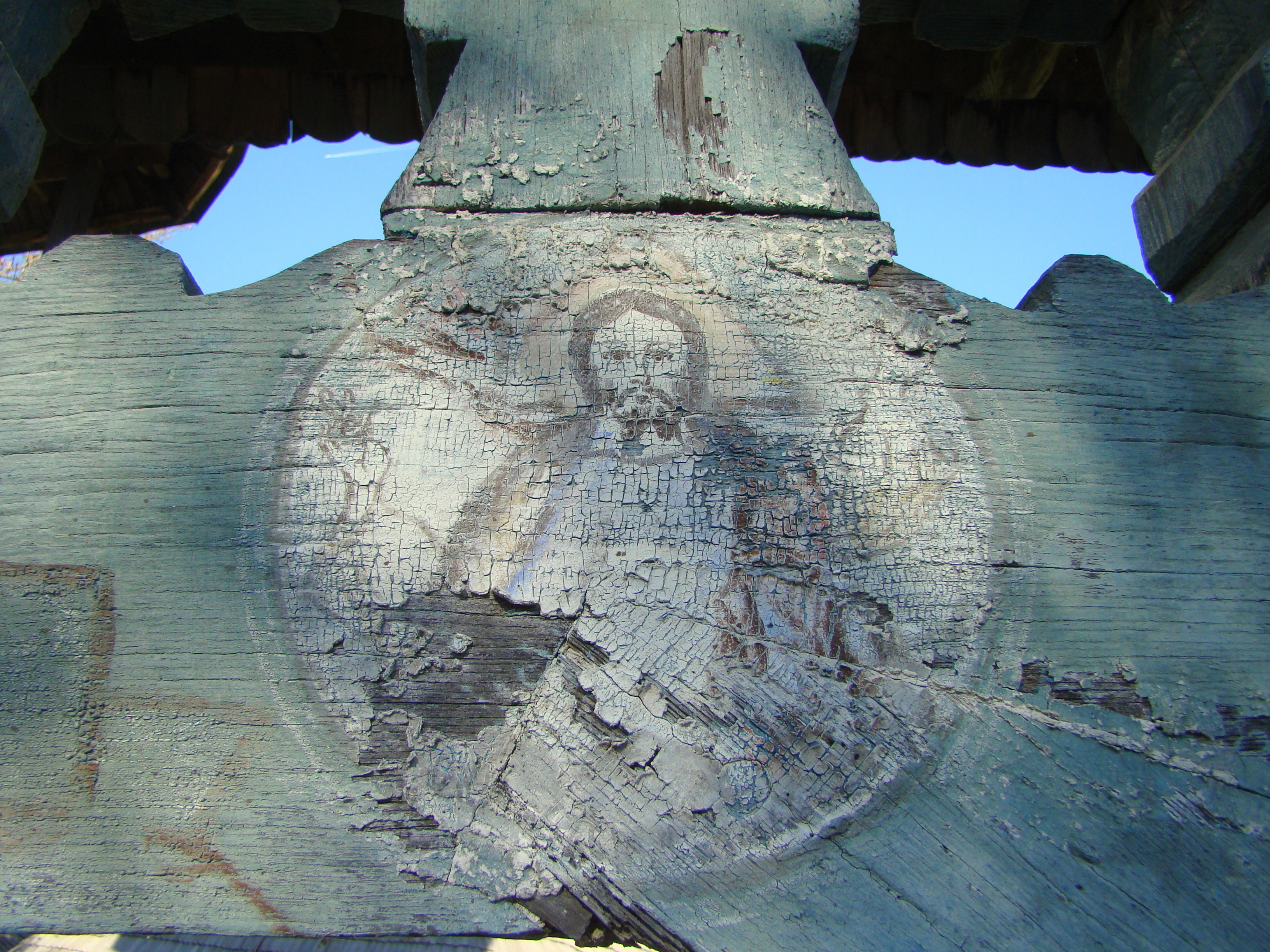
Poarta (detaliu)
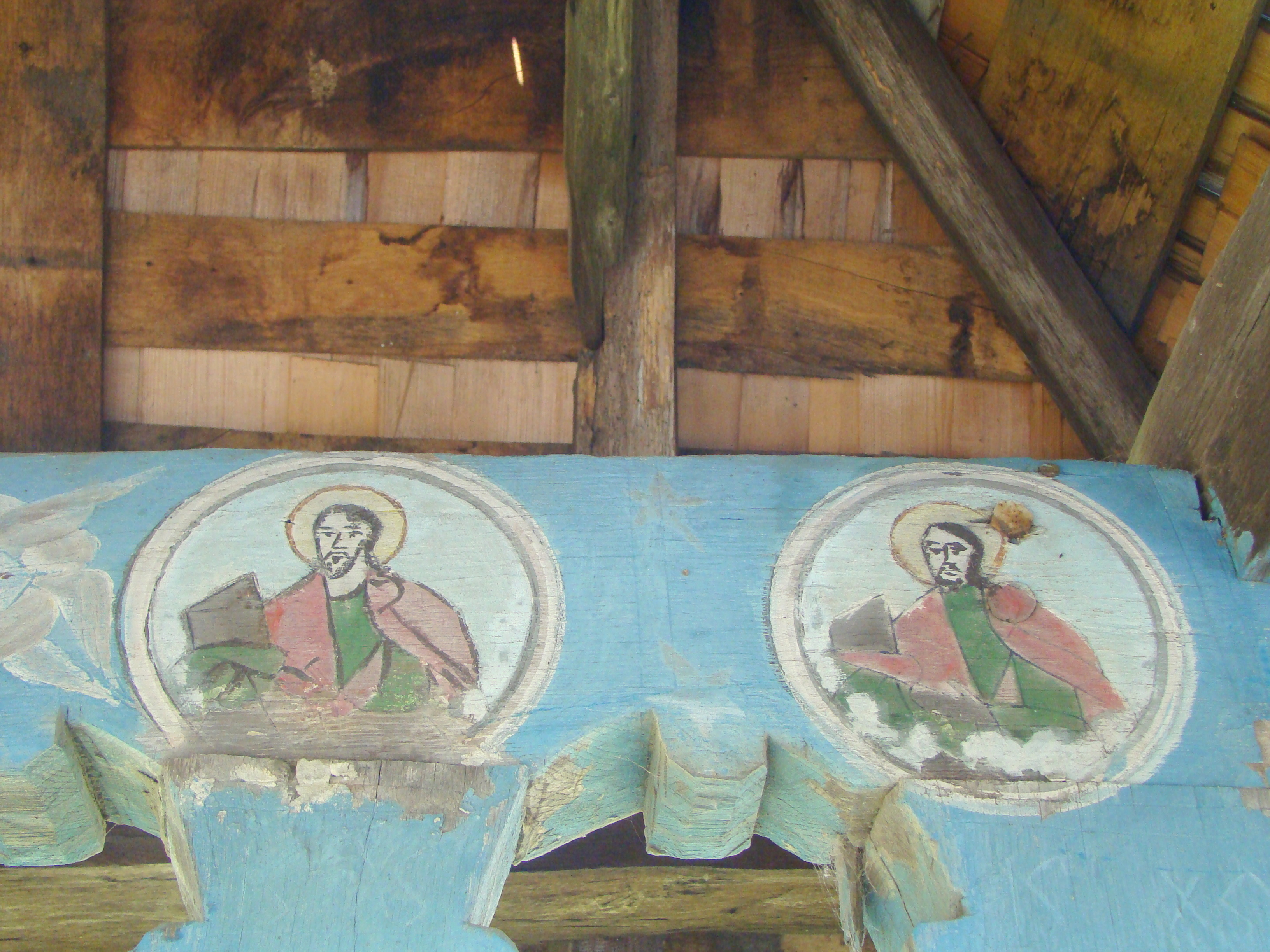
Poarta (detaliu)
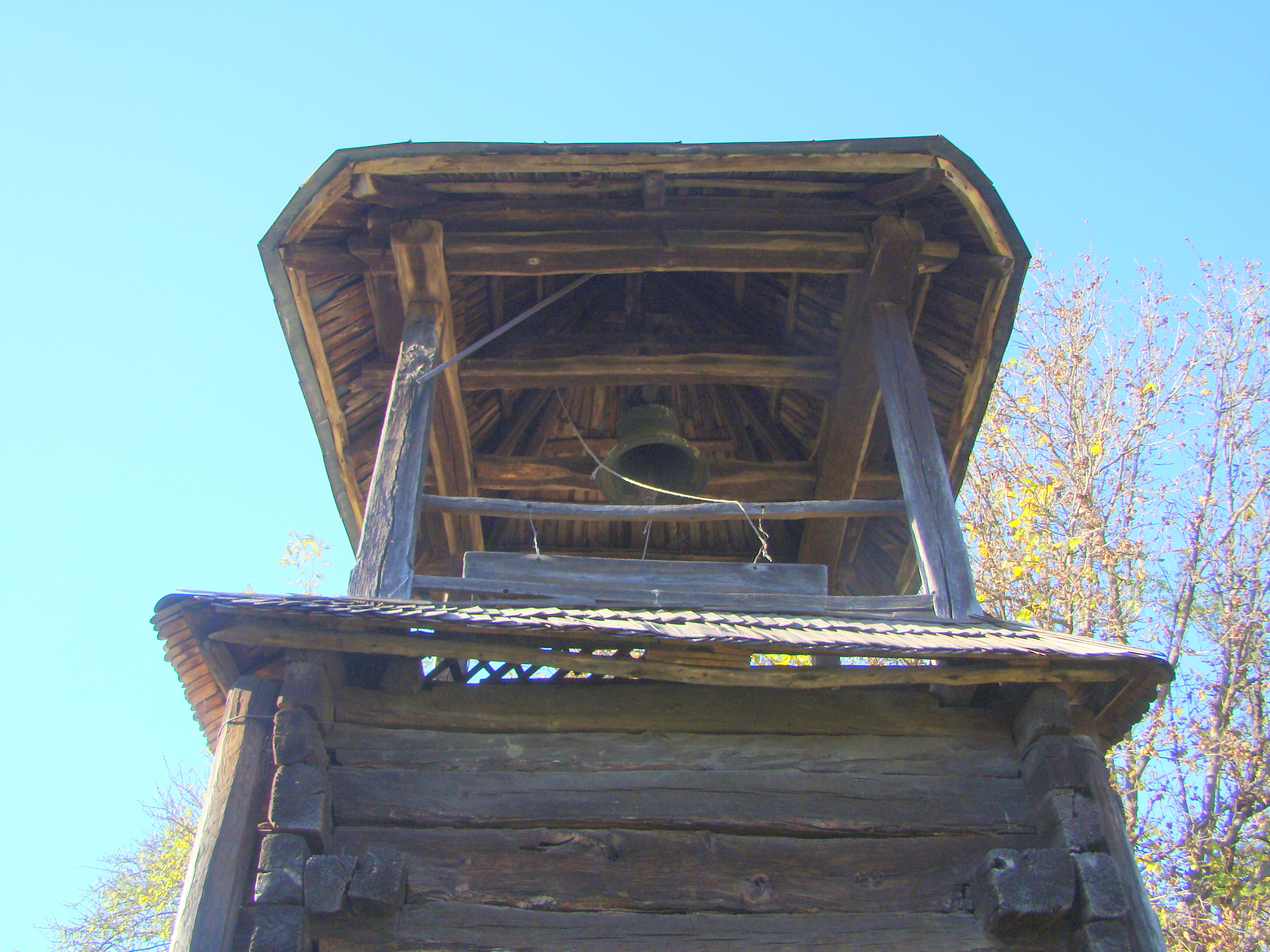
Foișorul clopotniței